# 岡崎道
岡崎道（おかざきみち）または岡崎通（おかざきどおり）は、京都市の南北の通りの一つ。北は春日北通から南は三条通まで至る。
その名の通り、左京区岡崎地区を縦貫する。全長約1キロ。

## 概要
神宮道の一筋東に存在し、岡崎公園内を通る道である。沿道には文化施設が多く立地する。
その道幅の広さから広道（ひろみち）と称されたこともあった。道の北端から琵琶湖疏水を渡った先、仁王門通のまでの区間は片側一車線と道幅も広いが、仁王門通以南の区間では南行き一方通行となり道幅が狭くなる。
四条河原町、京都駅方面へ向かう京都市営バスの路線がいくつか設定されており、丸太町通には「岡崎道」バス停も存在する。

## 沿道の主な施設
- 京都岡崎郵便局：丸太町通上ル
- 関西美術院：冷泉通上ル
- 厨川白村旧宅：冷泉通北東角
- 岡崎公園
  - 岡崎グラウンド
  - 京都市美術館（入口は神宮道）
  - 京都市動物園
- 京都三条広道郵便局：三条通北西角

## 交差する道路など
- 春日北通
- 丸太町通
- 冷泉通
- 二条通
- 琵琶湖疏水
- 仁王門通
- 三条通
- 京都市営地下鉄東西線